# 太赤
太赤，又作太出，蒙古帝国将领，燕只斤氏。
太赤开始为窝阔台（一作成吉思汗）怯薛百夫长。后跟随窝阔台征金国，为马步军都元帅。1234年，他和阿术鲁统军破徐州，金朝将领国用安投水而死。攻克邳州。1236年，窝阔台分赐诸王、贵戚民户，徐州、邳州二州战后户不足万，太赤以功得此二州为其分地，太赤后来于是定居徐州。他的曾孙是徐国公彻里。